# Katthavet

Katthavet var en sjö belägen strax söder om Saltskogsfjärden i de södra delarna av centrala Södertälje i Södermanland. Sjön var lite mindre än Saltskogsfjärden. Katthavet har varit en del i en kanal mellan Mälaren och Östersjön (Igelstaviken) som gick via Maren. Denna kanal underhölls dock mycket dåligt och förföll med tiden. På 1960-talet fylldes Katthavet igen helt och idag har Scania Vabis en del av sina anläggningar på det igenfyllda Katthavet.